# Putnam megye (Nyugat-Virginia)
Putnam megye az Amerikai Egyesült Államokban, azon belül Nyugat-Virginia államban található. Megyeszékhelye Winfield, legnagyobb városa Hurricane. Lakosainak száma 57 440 fő (2020. április 1.). Putnam megye Mason, Lincoln, Cabell, Kanawha és Jackson megyékkel határos.

## Népesség
A megye népességének változása:
| Lakosok száma | 55 665 | 56 122 | 56 551 | 56 650 | 56 848 | 57 440 |
|               | 2010   | 2011   | 2012   | 2013   | 2015   | 2020   |